# Piszczanka (rzeka)
Piszczanka (Piszczka) - rzeka, lewy dopływ Krzny o długości 23,39 km i powierzchni zlewni 135,65 km². 
Rzeka płynie przez powiat łosicki i powiat bialski. Uchodzi do Krzny (w górnym biegu nazywanej Krzną Północną) w Międzyrzecu Podlaskim.